# Höre die Stille
Höre die Stille (Hear the Silence) ist ein deutscher Spielfilm. Er feiert seine Weltpremiere auf dem Shanghai International Filmfestival 2016 und ist im Wettbewerb für den Golden Goblet nominiert.

## Handlung
Ukraine im Oktober 1941: Unter dem Kommando von Leutnant Wenzel treffen deutsche Soldaten in einem kleinen Ort ein. Die Soldaten wurden während eines Gefechts von ihrer Truppe getrennt und befinden sich weit entfernt von deutschen Verbänden hinter feindlichen Linien und müssen sich Nahrung und Transportmittel beschaffen. In dem Ort leben nur noch Frauen und Kinder sowie wenige alte Männer. Da es sich bei der Bevölkerung um Russlanddeutsche handelt, wurden alle anderen Männer deportiert bzw. ermordet.
Nachdem alle Waffen durch die Deutschen beschlagnahmt wurden und ein verwundeter Soldat durch einige Bewohnerinnen versorgt wurde, bezogen sie eine Hütte als Quartier. In der ersten Nacht wurden die Kinder von ihren Müttern getrennt, um Sabotageakten u. ä. vorzubeugen. Nach kurzer Zeit stellen die Deutschen allerdings fest, dass ihnen die Bewohner positiv gestimmt sind und das gegenseitige Misstrauen schwindet. Lediglich Martha sieht die Deutschen als Feinde an und wird daher durch eine andere Dorfbewohnerin eingesperrt, um die Dorfgemeinschaft nicht zu gefährden.
Während eines feuchtfröhlichen Abends kommen sich Leutnant Wenzel und eine Dorfbewohnerin näher, es kommt zu Oralverkehr. Ohne ersichtlichen Grund erwürgt Wenzel die Frau, was von der befreiten Martha beobachtet wird. Als Wenzel dies feststellt, verfolgt er Martha und wird von ihr mit einer Mistgabel getötet. Daraufhin versteckt sie die Leiche im angrenzenden Waldgebiet. Das Fehlen Wenzels wird von den Soldaten zwar bemerkt, jedoch vorerst nicht weiter verfolgt.
Am darauffolgenden Morgen sind die Soldaten, wie vereinbart, abmarschbereit und warten vergeblich auf Wenzel. Sie finden Blutspuren und schließlich die Leiche Wenzels im Wald. Zurück im Ort teilen sich die Soldaten auf und versuchen, teilweise durch Folter, den Schuldigen ausfindig zu machen. Eine Dorfbewohnerin beschuldigt unter Todesangst eine andere, obwohl sie den wahren Täter nicht kennt. Daraufhin wollen die Soldaten ein Exempel an ihr statuieren und hängen sie auf einem Stuhl stehend an einen Baum. Allerdings traut sich zuerst keiner Soldaten, welche mittlerweile vom fanatischen Gefreiten Nössel selbsternannt, jedoch von den anderen nicht akzeptiert, befehligt werden, den Stuhl zur Vollstreckung der Hinrichtung wegzuschlagen. 
Kurz vor der Vollstreckung wird ein Soldat durch Martha erschossen und es kommt zu einem Gefecht zwischen den Soldaten und den meisten Dorfbewohnern. Am Ende dieses Gefechts, bei dem es zahlreiche Tote auf beiden Seiten gibt, wollen sich die letzten verbliebenen Deutschen auf den Weg zurück zur Front machen. Zwei Verwundete müssen zurückgelassen werden, allerdings bietet eine der Dorfbewohnerinnen, die am vorherigen Gefecht nicht beteiligt war und sich um die Verwundeten Soldaten gekümmert hat, den Soldaten vom Vortag übrigen Eintopf als Proviant an. Die misstrauischen Soldaten fordern die Selbstverkostung, wobei die Dorfbewohnerin stirbt. Ein Soldat, der ebenfalls voreilig gekostet hatte, stirbt ebenfalls.
Die drei verbliebenen Soldaten flüchten, werden jedoch weiter von den letzten Dorfbewohnern beschossen. In einem Streit zwischen den zwei Soldaten und Nössel wird Nössel getötet, den beiden anderen gelingt die Flucht. Die beiden Soldaten können flüchten, einer, der jedoch stark verwundet ist, stirbt jedoch unweit des Ortes. Kurz vor seinem Tod übergibt er sein Tagebuch an seinen Kameraden und nimmt ihm das Versprechen ab, dass er die Taten der letzten Stunden nicht vertuscht. Währenddessen marschiert die Rote Armee in den Ort ein. Von den Dorfbewohnern haben lediglich eine Frau und ein paar Kinder überlebt.
In der letzten Szene sieht man den einzigen überlebenden Soldaten, wie er an einem Feuer Seiten aus dem übergebenen Tagebuch herausreisst und verbrennt.

## Hintergrund
Das Projekt war ursprünglich als Abschlussfilm der Schauspielabsolventen der München Film Akademie geplant. Als der Stoff an die Produktionsfirmen Monoloco Films und Redzone Pictures herangetragen wurde, entstand daraus in den Jahren 2012 und 2013 ein Kinofilm. Gedreht wurde das freifinanzierte Independent-Projekt in Polen an der Grenze zur Ukraine, und zwar im Freilichtmuseum der Volksbauweise in Sanok am Fuße der Karpaten. Das kleine Drehteam und die zwanzig jungen Schauspieler wohnten sieben Wochen lang auf engstem Raum zusammen. Aufgrund der knappen Budgets wurden die Aufgaben des Kostüms, der Ausstattung und des Catering untereinander aufgeteilt und somit gemeinschaftlich bewältigt. Der Bürgermeister, der Polizeichef und die Bevölkerung Sanoks haben das Team bei den Dreharbeiten unterstützt.